# Rajmund Berengar III Prowansalski
Rajmund Berengar III, katal. Ramon Berenguer (ur. ok. 1158, zm. 5 kwietnia 1181) – hrabia Cerdanya w latach 1162–1168 jako Piotr, hrabia Prowansji w latach 1173–1181.

## Życiorys
Był synem Rajmunda Berengara IV, hrabiego Barcelony i Petroneli Aragońskiej. Po śmierci swojego ojca otrzymał Cerdanya, w tym Carcassonne i Narbonne, ale w 1168 zrzekł się ich na korzyść swojego młodszego brata - Sancza. Nigdy naprawdę nie władał tymi ziemiami. W 1173 jego starszy brat Alfons II, król Aragonii, przyznał mu Prowansję.
W 1176 Rajmund dołączył do Sancza w wyprawie przeciwko Nicei z Genui. Wtedy postanowił rozpocząć wojnę z panami z Langwedocji i z hrabstwa Tuluzy. Został jednak zamordowany dokładnie 5 kwietnia 1181, niedaleko Montpellier, przez ludzi, wysłanych przez Ademara z Murviel. Prowansja trafiła po jego śmierci do jego brata Sancha.